# Ойя-де-Алькой
Оя-де-Алькой (кат. Alcoià) — район (комарка) в Іспанії, входить до провінції Аліканте в складі автономної області Валенсія.

## Муніципалітети
| Муніципалітет   | Населення | Площа км² | Щільність населення<br> чол./км² |
| --------------- | --------- | --------- | -------------------------------- |
| Алькой          | 60.590    | 129,86    | 466,57                           |
| Ібі             | 23.360    | 63        | 370,79                           |
| Касталья        | 9.331     | 114,6     | 81,42                            |
| Оніль           | 7.466     | 48,41     | 154,22                           |
| Баньєрес        | 7.237     | 50,28     | 143,93                           |
| Тібі (Аліканте) | 1.572     | 70,38     | 22,33                            |
| Пенагіла        | 334       | 49,92     | 6,69                             |
| Беніфальім      | 127       | 13'70     | 9'27                             |